# Complex de arhitectură populară (Butuceni)
Complex de arhitectură populară este un complex de clădiri amplasat în Butuceni, raionul Orhei, Republica Moldova. Este un monument de arhitectură populară de importanță națională inclus în Registrul monumentelor Republicii Moldova ocrotite de stat cu nr. 1067 (raionul Orhei). Datează de la înc. sec. XX.